# Monstera molinae
Monstera molinae — вид квіткових рослин з роду Монстера родини Ароєві (Araceae).

## Розповсюдження
Його рідний ареал — від Коста-Рики до центральної Панами.